# Aoashi
Aoashi (アオアシ?) es una serie de manga japonés escrito e ilustrado por Yūgo Kobayashi. Se ha publicado por entregas en la revista de manga Big Comic Spirits de Shōgakukan, desde el 5 de enero de 2015, y ha sido compilado hasta el momento en veintiséis volúmenes tankōbon. La serie involucra al jugador de fútbol juvenil Ashito Aoi y su viaje y experiencias en la academia juvenil Tokyo Esperion. En 2020, el manga ganó el 65° Premio Shōgakukan en la categoría General. Una adaptación de la serie a anime producido por el estudio Production I.G se estrenó el 9 de abril de 2022.

## Sinopsis
Aoashi cuenta la historia del joven Ashito Aoi en su tercer año en la escuela secundaria de la ciudad de Ehime y su encuentro con el entrenador de fútbol Tatsuya Fukuda. Ashito, aunque tiene talento, es un chico difícil, pero Fukuda cree en él y lo invita a unirse a su propio equipo. Ashito bien podría cambiar la cara del fútbol japonés.

## Personajes
Ashito Aoi (青井 葦人 Aoi Ashito?)
 Seiyū: Kōki Ohsuzu
Eisaku Ohtomo (大友 栄作 Ōtomo Eisaku?)
 Seiyū: Tatsumaru Tachibana
Sōichirō Tachibana (橘 総一朗 Tachibana Sōichirō?)
 Seiyū: Sei'ichirō Yamashita
Keiji Togashi (冨樫 慶司 Togashi Keiji?)
 Seiyū: Taku Yashiro
Kanpei Kuroda (黒田 勘平 Kuroda Kanpei?)
 Seiyū: Shun Horie
Jun Mathis Asari (朝利 マーチス 淳 Asari Māchisu Jun?)
 Seiyū: Wataru Katō
Yūma Motoki (本木 遊馬 Motoki Yūma?)
 Seiyū: Junya Enoki
Ryūichi Takeshima (竹島 龍一 Takeshima Ryūichi?)
 Seiyū: Kentarō Kumagai
Tatsuya Fukuda (福田 達也 Fukuda Tatsuya?)
 Seiyū: Chikahiro Kobayashi
Hana Ichijō (一条 花 Ichijō Hana?)
 Seiyū: Maki Kawase

## Media

### Manga
Aoashi está escrito e ilustrado por Yūgo Kobayashi. Ha sido serializado en la revista Big Comic Spirits de Shōgakukan desde el 5 de enero de 2015, quien ha compilado sus capítulos en volúmenes tankōbon individuales. El primer volumen se publicó el 30 de abril de 2015, y hasta el momento se han publicado veintiséis volúmenes.
La serie está autorizada en el sudeste asiático por Shōgakukan Asia Asia.
Un manga derivado también escrito e ilustrado por Kobayashi, titulado Aoashi Brotherfoot, comenzó a publicarse en la edición 32 de Big Comic Spirits el 12 de julio de 2021.
| Volúmenes de manga publicados | Volúmenes de manga publicados | Volúmenes de manga publicados                            |
| Número                        | Fecha de publicación          | ISBN                                                     |
| ----------------------------- | ----------------------------- | -------------------------------------------------------- |
| 1                             | 30 de abril de 2015           | ISBN 9784091868923                                       |
| 2                             | 30 de julio de 2015           | ISBN 9784091871442                                       |
| 3                             | 30 de octubre de 2015         | ISBN 9784091873071                                       |
| 4                             | 29 de enero de 2016           | ISBN 9784091874337                                       |
| 5                             | 28 de abril de 2016           | ISBN 9784091875952                                       |
| 6                             | 29 de julio de 2016           | ISBN 9784091877161                                       |
| 7                             | 28 de octubre de 2016         | ISBN 9784091878977                                       |
| 8                             | 30 de enero de 2017           | ISBN 9784091893376                                       |
| 9                             | 28 de abril de 2017           | ISBN 9784091894878                                       |
| 10                            | 28 de julio de 2017           | ISBN 9784091896056                                       |
| 11                            | 30 de octubre de 2017         | ISBN 9784091897213                                       |
| 12                            | 23 de febrero de 2018         | ISBN 9784091897961                                       |
| 13                            | 30 de mayo de 2018            | ISBN 9784091898784                                       |
| 14                            | 30 de agosto de 2018          | ISBN 9784098600625                                       |
| 15                            | 30 de noviembre de 2018       | ISBN 9784098601332                                       |
| 16                            | 29 de marzo de 2019           | ISBN 9784098602445                                       |
| 17                            | 28 de junio de 2019           | ISBN 9784098603169                                       |
| 18                            | 30 de octubre de 2019         | ISBN 9784098604043                                       |
| 19                            | 30 de enero de 2020           | ISBN 9784098604654 ISBN 9784099430597 (edición limitada) |
| 20                            | 27 de abril de 2020           | ISBN 9784098605965                                       |
| 21                            | 30 de julio de 2020           | ISBN 9784098606795                                       |
| 22                            | 30 de octubre de 2020         | ISBN 9784098607532                                       |
| 23                            | 26 de febrero de 2021         | ISBN 9784098608553                                       |
| 24                            | 28 de mayo de 2021            | ISBN 9784098610471                                       |
| 25                            | 30 de agosto de 2021          | ISBN 9784098611263                                       |
| 26                            | 12 de noviembre de 2021       | ISBN 9784098611799                                       |

### Anime
Se anunció una adaptación de la serie a anime el 28 de mayo de 2021. La serie es producida por el estudio Production I.G y dirigida por Akira Satō, con guiones escritos por Masahiro Yokotani y diseños de personajes de Manabu Nakatake, Toshie Kawamura, Asuka Yamaguchi y Saki Hasegawa, con Nakatake y Yamaguchi también como directores de animación en jefe. Masaru Yokoyama está componiendo la música de la serie. Se estrenó el 9 de abril de 2022 en NHK Educational TV.
Crunchyroll obtuvo la licencia de la serie fuera de Asia. Disney Platform Distribution obtuvo la licencia de la serie en el Sudeste Asiático.
El 29 de abril de 2025 se anunció una segunda temporada. Está producida por TMS Entertainment y su estreno está previsto para 2026.

## Recepción
Hasta abril de 2020, el manga ha vendido más de 4,5 millones de copias, incluidas las versiones digitales.
El manga fue nominado para el décimo premio Manga Taishō en 2017, y ocupó el cuarto lugar. En 2020, junto con Kaguya-sama wa Kokurasetai: Tensai-tachi no Ren'ai Zunōsen el manga ganó el 65° Premio Shōgakukan en la categoría General.